# Contea di Porto Novo
La contea di Porto Novo è una contea di Capo Verde con 18 028 abitanti al censimento del 2010.

## Geografia
È situata sull'isola di Santo Antão, nel gruppo delle isole di Barlavento. 
La contea di Porto Novo è la regione più occidentale dell'Africa. Prende il nome dal suo capoluogo, Porto Novo.